# おしゃまなロージー
『おしゃまなロージー』（原題：Really Rosie）はモーリス・センダックによる本および歌詞と、キャロル・キングによる音楽からなるミュージカル。このミュージカルはセンダックの書籍『ちいさなちいさなえほんばこ』（1962年。原題：The Nutshell Library）収録の「チキンスープライスいり（Chicken Soup with Rice）」「ピエールとライオン（Pierre）」「ジョニーのかぞえうた（One was Johnny）」「アメリカワニです、こんにちは（Alligators All Around）」および『ロージーちゃんのひみつ』（1960年。原題：The Sign on Rosie's Door）に基づいている。

## 概要
センダックがブルックリンで育った少年時代に観察した、ビルの入り口の階段で歌ったり踊ったりしていた少女の物語に基づいており、『ちいさなちいさなえほんばこ』のピエール、アリゲイター（アメリカワニ）、ジョニーおよびチキンスープと、『ロージーちゃんのひみつ』のロージーとキャシーを含む近所の友人達からなるナッツシェル・キッズの人生の典型的な夏の日をなぞっている。 ストーリーは『ロージーちゃんのひみつ』の流れを汲んだ通りロージーの空想を中心として進行し、同作の登場人物だったキャシーを除く4人がそれぞれの原作をベースとしたミュージカルを披露する。
30分間のアニメーションテレビスペシャルが1975年2月にCBS TVで放映された。監督はモーリス・センダックで、 キャロル・キングがタイトルキャラクターを演じた。キングが最終的にロージーの声として選ばれたのは、キャスティングディレクターが、事前に録音された歌を補完できる声の子役を選ぶことが困難だったためである。 キングの歌とセンダックの歌詞からなるアルバムはオード / エピック / ソニー・ミュージックエンタテインメントから入手できる。アニメーションスペシャルでは、最初の7曲と「おしゃまなロージー（リプライズ）」だけが使用された。 
センダックは1978年にロンドンとワシントンD.C.での舞台制作のための作品を展開し、オフブロードウェイのプロダクション、パトリシア・バーチの演出・振り付け、センダックによるデザインで1980年10月14日にウェストサイド・シアターで開幕し、274回の公演が行われた 。オフブロードウェイ公演でのロージー役は最初は当時12歳のティシャ・キャンベル＝マーティンによって演じられた。公演の途中でティシャはキャストを去り、キャスト・メンバーと10歳で「ロージー」研究生だったアンジェラ・コインが代役となった。アンジェラはキャストのレコーディングで「ロージー」の役割も歌った。 舞台版ではアニメで未使用だった楽曲が復活している。
このミュージカルは、 子供の劇場グループの主演目となっている。 

## プロット
ロージーとナッツシェル・キッズ（キャシー、ジョニー、アリゲイター、ピエール、チキンスープ）はニューヨークのブルックリンにあるアベニューPの同じ区画に住んでいる。暑い7月の土曜日、子供達が退屈を持て余していた中、ロージーは自分自身を「才能のあるスター」だと想像して架空の映画ミュージカルを作るごっこ遊びを始めた。題は、その場にいないチキンスープのことを取り上げた「チキンスープはどうなった？」。
ロージーはオーディションとして、ジョニー、アリゲイター、ピエールにそれぞれ持ち歌を披露させるが、肝心の「チキンスープがどうなった」かについては「映画を見ればわかる」としか答えない。知りたがった皆が騒ぎ出すとやがて雷雨になり、地下室に避難する。ロージーはチキンスープがスープに入っていた小骨を飲み込んで死んでしまったというプロットを聞かせる。そこに当のチキンスープ本人がようやく現れ、映画のフィナーレを飾る曲を全員で歌った。満足したロージーは「みんな映画に出してあげるわ」と言うが、食事時になったので皆はあっさり帰ってしまった。残されたロージーはスターダムの夢の余韻に包まれながら「素敵な映画じゃなかった？」と呟いて帰っていく。

### ナッツシェル・キッズ
ブルックリンにあるアベニューPに住む仲良しの子供6人。舞台版では周囲に住む子供全員を指す。
ロージー
声 - キャロル・キング
『ロージーちゃんのひみつ』および本作の主人公。ブルックリンのアベニューPで自称最もなまいきな子供。想像力豊かで空想好きな少女であり、自分自身の人生をエキサイティングでドラマチックで面白い（と誇張した）物語として演じ、皆を楽しませている。原作絵本ではキャシーと同じ位の背格好だったが、本作では長身に描かれている。持ち歌は「おしゃまなロージー - Really Rosie」「ロージーの魔法 - Sreaming and Yelling」「チキン・スープのバラード - The Ballad of Chicken Soup」。
ジョニー
声 - マーク・ハンプトン
『ジョニーのかぞえうた』の主人公。持ち歌は「ジョニーの数え歌 - One Was Johnny」。のんびり一人暮らしをしていた所にネズミ、猫、犬、カメなど次々に傍迷惑な来訪者が訪れ、困り果てた末に逆に数え始める…という原作の数え唄をミュージカルとして披露する。原作絵本ではジョニー、ピエール、チキンスープの三人は外見にほとんど違いが無かったが、本作のジョニーは茶髪で眼鏡を掛けている。
アメリカワニ（アリゲイター）
声 - アリス・プレイテン
『アメリカワニです、こんにちは』の主人公のワニ。原語では「Alligator」だが、原作絵本の日本語訳と本作の日本語字幕では「アメリカワニ」となっている。持ち歌は「ワニさんがいっぱい - Alligators All Around」で、AからZまでのアルファベット一つ一つをパフォーマンスで表現する。
舞台版では本物のワニではなく、爬虫類好きの人間の子供となっている。
ピエール
声 - デール・ソウルズ
『ピエールとライオン』の主人公。「ぼくしらない（I don't care）」が口癖のひねくれ者。持ち歌は「いじっぱりピエール - Pierre」で、原作におけるライオンとの一件をミュージカルで語る。ジョニー、チキンスープと違って容姿はほぼ原作準拠。
キャシー
声 - ベイリー・ガースタイン
『ロージーちゃんのひみつ』に登場する少女。原作ではロージーにアラビアの踊り子の役割を与えられていたが、本作では踊りを披露したものの「だめね それじゃあ」と却下された。
アニメでは歌わないが、舞台版では「女優ロージー - The Awful Truth」が持ち歌となっている。
チキンスープ
声 - デール・ソウルズ
『チキンスープライスいり』の主人公。名前の通りチキンスープが大好きな少年で、原作では1年を通してそれぞれの月におけるライス入りチキンスープの楽しみ方と、季節の移り変わりをリズミカルに語っている。遅れて来たためにロージーに映画の題材にされるが終盤に現れ、ロージーの想像する映画のフィナーレを持ち歌「ライス入りチキン・スープ - Chicken Soup with Rice」で飾った。本作ではやや太めの体型で常にコック帽を被っている。
舞台版ではロージーの弟という設定。ロージーは母からチキンスープを見守るように強制されており、それに対するロージーの苛立ちがチキンスープを怖がらせて隠れさせ、本編に繋がっている。

## ホームメディア
- スペシャルは、1993年にチルドレンズ・サークルによってVHSでリリースされた。
- 日本ではヤマハミュージックアンドビジュアルズより発売されていた「世界絵本箱」シリーズの一作として1994年3月5日にリリースされた。タイトルは原題通りの『リアリー・ロージー』。日本語吹き替えは無しで、字幕スーパー版のみ。
- スペシャルは完全にDVDでリリースされたことはないが、1999年にリマスターされたサウンドトラックのCDバージョンに設定されたナッツシェル・ライブラリーのキャロルキングの曲は、最初のスコラティック・ヴィデオ・コレクション／ストーリーブック・トレジャーDVD『かいじゅうたちのいるところとその他のモーリス・センダックの物語』2002年9月24日にリリースされた。
- 世界絵本箱シリーズのデジタルリマスター版「世界絵本箱DVDセレクション」にも『リアリー・ロージー』としては収録されていないが、2009年3月18日にリリースされた『世界絵本箱DVDセレクション かいじゅうたちのいるところ』に『ちいさなちいさなえほんばこ』名義で同作を原作とする4曲のミュージカル部分のみが収録された。

## サウンドトラック
| 専門評論家によるレビュー | 専門評論家によるレビュー |
| レビュー・スコア         | レビュー・スコア         |
| 出典                     | 評価                     |
| ------------------------ | ------------------------ |
| オールミュージック       | link                     |
| Christgau's Record Guide | B+                       |

### トラックリスト
モーリス・センダック作詞、キャロル・キング作曲。 
サイド1
1. 「おしゃまなロージー - Really Rosie」– 1:51
2. 「ジョニーの数え歌 - One Was Johnny」– 2:08
3. 「ワニさんがいっぱい - Alligators All Around」– 1:54
4. 「いじっぱりピエール - Pierre」– 5:38
5. 「ロージーの魔法 - Sreaming and Yelling」– 1:16
6. 「チキン・スープのバラード - The Ballad of Chicken Soup」– 2:15
7. 「ライス入りチキン・スープ - Chicken Soup with Rice」– 4:20

サイド2
1. 「夢のP通り - Avenue P」– 3:03
2. 「ロージーのお隣さん - My Simple Humble Neighborhood」– 3:07
3. 「女優ロージー - The Awful Truth」– 3:11
4. 「人生って頭痛ね - Such Sufferin」– 2:55
5. 「おしゃまなロージー - Really Rosie」（リプライズ） – 1:40

ボーナストラック（1999リマスター）
1. 「おしゃまなロージー - Really Rosie」（オリジナル・ピアノ・デモ）

## スタッフ
- キャロル・キング - ボーカル、ピアノ、作曲
- チャールズ・ラーキー - ベース
- アンディ・ニューマーク - ドラムス
- ルイーズ・ゴフィン 、シェリー・ゴフィン - バッキング・ボーカル
- ハンク・チカーロ、ミルト・キャライス - エンジニア
- モーリス・センダック - 作詞、ストーリー、アートワーク
- ロナルド・フリッツ、ダン・ハン - アニメーションプロデューサー/アニメーション監督

## チャート
| 年   | 国       | チャート            | ポジション |
| ---- | -------- | ------------------- | ---------- |
| 1975 | アメリカ | ビルボードトップ200 | 20         |